# 公民自由中心
公民自由中心（羅馬化：Tsentr Hromadyansʹkykh Svobod）是一個由烏克蘭律師奧歷珊德拉·馬特維丘克領導的人權組織。根據該組織的章程，該組織的全稱是「公民自由中心民間社會組織」，縮寫為公民自由中心。在其網站上，該組織大多自稱為公民自由中心。它於2007年5月30日在基輔成立。
該組織與阿萊斯·比亞利亞茨基和俄羅斯人權組織「紀念」共同被授予2022年諾貝爾和平獎，以表彰其「促進批評權力的權利，保護公民的基本權利，為記錄戰爭罪行、侵犯人權和濫用權力作出傑出努力。」這是史上首次將諾貝爾獎授予烏克蘭公民或組織。
該組織參與提出立法修正案，試圖使烏克蘭更加民主，改善公眾對執法機構和司法機構的控制。該組織的重點之一是更新烏克蘭刑法法典。該組織還領導國際運動，爭取釋放在俄羅斯和被俄羅斯併入的克里米亞和頓巴斯的非法監禁者。公民自由中心還記錄了2022年俄羅斯入侵烏克蘭期間俄羅斯的戰爭罪行。挪威諾貝爾委員會在2022年說，該組織「在追究有罪者的罪行方面發揮了先鋒作用」。2022年之前，該組織記錄了克里米亞的政治迫害和俄羅斯支持的分離主義的盧甘斯克人民共和國和頓涅茨克人民共和國控制的領土上的罪行。

## 外部連結
- 官方网站
- 公民自由中心 （页面存档备份，存于）在Nobelprize.org的資料